# Ichthyophthirius
Genre
Ichthyophthirius est un genre de ciliés de la famille des Ichthyophthiriidae.

## Liste d'espèces
Selon Catalogue of Life (8 décembre 2019) :
- Ichthyophthirius browni Roque & Puytorac, 1966
- Ichthyophthirius cryptostomus Zacharias, 1893
- Ichthyophthirius multifiliis Fouquet, 1876 - parasite responsable de l'Ichtyophthiriose

## Étymologie
Le genre Ichthyophthirius tire son nom du grec ancien ἰχθύς, ikhthús, « poisson », et φθείρ, phtheír, « pou ».

## Publication originale
- Daniel Fouquet, « Note sur une espèce d'infusoires parasites des poissons d'eau douce », Archives de zoologie expérimentale et générale, Paris, Inconnu, vol. 5, no 2,‎ 1876, p. 159-165 (ISSN 0003-9667 et 2419-6347, OCLC 1482076, lire en ligne).